# Enrique de Villena
Enrico d'Aragona di Villena, signore di Iniesta, meglio noto come Enrique de Villena e soprannominato l'Astrologo o il Negromante (in catalano Enric d'Aragó de Villena, in spagnolo Enrique de Aragón de Villena; Torralba de Cuenca, 1384 – Madrid, 15 dicembre 1434), è stato un nobile, scrittore e poeta spagnolo.

## Biografia
Nacque nel 1384 a Torralba de Cuenca da Pietro, II marchese di Villena, e da Giovanna Enriquez, quest'ultima figlia naturale del re Enrico II di Castiglia, e discendeva perciò da due case reali, per lato paterno da un ramo cadetto degli Aragona, e da quello materno - seppur illegittimo - dai Trastámara. Suo nonno paterno Alfonso, conte di Ribagorza, pur essendo aragonese servì il Regno di Castiglia e León, di cui fu uno dei più potenti feudatari.
Rimase orfano del padre ad appena un anno, poiché questi nel 1385 morì nella battaglia di Aljubarrota contro i Portoghesi, e crebbe alla corte dei sovrani di Castiglia; suo nonno il Conte Alfonso nel 1386 lo designò erede del titolo di Marchesato di Villena, in quanto primogenito del figlio Pietro, ma nel 1398, il re Enrico III di Castiglia, con il pretesto del debito di 56.000 doble d'oro che l'aragonese non aveva saldato, gli revocò il possesso del feudo, che venne perciò reintegrato alla Corona. Lo stesso sovrano castigliano, in soddisfazione della dote di sua madre, gli assegnò i feudi di Cangas e Tineo, nelle Asturie, sulle quali venne creato conte. Ma il Villena, desideroso di avere uno status più elevato, nel 1404 rinunciò al titolo comitale per ottenere la nomina dal Re di Castiglia a maestro dell'Ordine militare di Calatrava.
Enrique de Villena colse l'occasione del proprio mutamento di stato per dedicarsi più intensamente agli studi di teologia e medicina. Ma la motivazione politica e personale della nomina a Gran maestro dell'Ordine ebbe conseguenze negative: alla fine del 1406 i confratelli-cavalieri, riuniti a Calatrava, elessero come Gran Maestro Luis González de Guzmán e negarono obbedienza a Enrique de Villena, il cui regale protettore sarebbe morto di lì a poco il 25 dicembre 1406. La contesa durò a lungo, finché nel 1415 il rivale occupò definitivamente il posto.
Rimasto senza alcun titolo nobiliare e con la revoca della carica di maestro dell'Ordine militare di Calatrava, il Villena cercò il sostegno del cugino il principe Ferdinando I d'Aragona, che servì nel 1407 nella vittoriosa battaglia di Antequera contro i musulmani. Accompagnò il Trastámara anche alla sua incoronazione a Re della Corona d'Aragona nel 1414, ottenuta a seguito del Compromesso di Caspe; nel 1413 aveva preso parte alla battaglia di Balaguer del neoeletto sovrano aragonese contro il Giacomo II di Urgell, altro pretendente al trono della Corona d'Aragona dopo la morte del re Martino il Vecchio.
Alla morte del re Ferdinando d'Aragona, avvenuta nel 1416, al trono si isediò il figlio Alfonso, il quale allontanò il Villena dalla corte, che si dedicò unicamente ai suoi studi scientifici e all'attività di letterato. Attraverso la mediazione dell'arcivescovo di Toledo, Sancho de Rojas, gli venne concessa la signoria di Iniesta.
Visse gli ultimi anni della sua vita tra Valencia, Torralba e Madrid, ed in quest'ultima città vi morì il 15 dicembre 1434 per la febbre causata dalla gotta.

### Matrimonio e discendenza
Enrique de Villena sposò nel 1402 la nobildonna Maria di Albornoz e Castiglia, figlia di Giovanni, signore di Albornoz, da cui non ebbe figli. Il matrimonio ebbe breve durata: il Re di Castiglia si invaghì della Albornoz e nel 1404 ottenne l'annullamento del matrimonio grazie all'accorgimento di nominare Enrique de Villena Gran Maestro dell'Ordine di Calatrava, carica che imponeva il celibato ecclesiastico.
Il celibato non gli impedì di coltivare molti amori con nobildonne, fu infatti padre di due figlie naturali, Isabella e Beatrice.

## Attività letteraria e scientifica
La sua opera abbraccia numerosi temi, poiché nella sua vita ha coltivato varie scienze: la medicina, la teologia, l'astronomia e la poesia. Ma il suo campo privilegiato fu la traduzione di testi da diverse lingue. Alcune delle sue opere furono distrutte, sull'autenticità di altre si nutrono dei dubbi. Il suo personaggio sollevò discussioni ai suoi tempi e ancora oggi.
La sua fama, più come mago che come letterato, ispirò alcuni personaggi per opere di
Juan Ruiz de Alarcón, Francisco de Rojas Zorrilla, Larra, Francisco de Quevedo e Juan Eugenio Hartzenbusch.
La sua fama nel XV secolo è testimoniata, tra l'altro, dai versi che gli dedicò il poeta Juan de Mena.
Nel XV secolo le scienze occulte si personificarono con don Enrique de Villena. Molte delle sue opere di occultismo furono fatte bruciare dal prelato Lope de Barrientos, alle dipendenze del re Giovanni II di Castiglia e istitutore del figlio, principe Enrico.
(Obras escogidas del padre Fray Benito Jerónimo Feijoo y Montenegro, 1863, p. 317-8.)
Conosciuto come Il Negromante, a causa dei suoi interessi per l'occultismo e la magia, secondo una nota leggenda, il Villena studiò le arti della negromanzia con il Diavolo in persona nella fantomatica Cueva di Salamanca.

### Opere

#### Letteratura
- Arte de trovar (1433), con la quale introduce in castigliano l'arte poetica provenzale
- Los doce trabajos de Hércules (1417)[13], scritto in catalano e poi tradotto in castigliano: il libro si compone di una Carta (introduttiva), un Proemio (che mostra la struttura e lo scopo dell'opera) e 12 capitoli (uno per ogni "Fatica" del semidio, ciascuno diviso in 4 parti: Storia nuda (che canta la fatica come la raccontano gli antichi); Dichiarazione (che interpreta moralmente la storia); Verità (spiegazione della vicenda da un punto di vista storico o, per lo meno, logico; Applicazione (collega la "Fatica" a uno stato sociale e indica qualche modello di comportamento)
- Arte cisoria (Arte di tagliare con il coltello) (1423), trattato gastronomico di carattere allegorico e didattico[14]

#### Astrologia
- Ángel Raziel (opera mandata al rogo)
- Tratado de Astrología, rinvenuto a fine XIX secolo con bruciature superficiali e considerato da alcuni un falso

#### Medicina
- Libro de la Peste
- Tratado de la Alquimia
- Tratado de la lepra (c.1422)
- Tratado de la fascinación o del aojamiento (1425)

#### Traduzioni
- Eneida, da Virgilio (una delle primissime prosificazioni in volgare, 1427-1428)
- Retórica nueva de Tulio, da Cicerone
- Divina Comedia, da Dante (la prima traduzione in prosa in un'altra lingua volgare, 1427-28)

#### Filosofia
- Tratado de la consolación (1424)